# 屏東縣歷史
屏東縣原本為平埔原住民鳳山八社，舊名阿猴，日治初期改阿緱，後因地處今高雄市半屏山之東而改名為屏東。

## 史前時期
今日的屏東縣與高雄市在舊時為排灣族、馬卡道族之領域。排灣族曾於該地東部山區建立大龜文、瑪家、三地門等政權。又稱「瑯嶠上十八社」或「大龜文十八社」，荷蘭人稱「塔卡波德」（Takabolder）。其中勢力最大的大龜文酋邦以眾多部落氏族或家系所構成，統治23個盟部。而此時屏東平原上存在馬卡道族鳳山八社，即上淡水社、下淡水社、阿猴社、塔樓社、茄滕社、放索社、武洛社、力力社八個最大的原住民部落。後清治時期巡臺御史黃叔璥《臺海使槎錄》將台灣平埔族分為「北路諸羅番十種」及「南路鳳山番三種」，其中「南路鳳山番一」載上澹水(一名大木連)、下澹水(一名麻里麻崙)、阿猴、搭樓、茄藤、放索、武洛、力力八個部落。

## 荷西時期
荷蘭人在明朝政府的壓力下，轉往臺灣發展，並派員勘查臺灣各地港灣海岸，於1625年將屏東外海的小琉球繪製於地圖上，命名為Mattysen。1633年開始動員白人及臺南、高雄、屏東等地原住民協助入侵小琉球後，由於缺乏勞動力，荷蘭人不僅招徠漢人也強行徵用小琉球原住民俘虜供其奴役。到了1636年更因為此前的糧食缺乏問題一直未見改善，開始將小琉球原住民綁架往巴達維亞（今印尼雅加達），此後小琉球由荷蘭人承包予漢人開墾。雖然漢人開墾成效不彰，使小琉球原住民一度為殖民當局重新考慮留下開發該嶼，但最後仍陸續擄走殘存的原住民。

1632年6月17日，荷蘭船隻停泊在打狗海灣，有7個荷蘭人遭當地原住民殺害。1633年11月23日，荷蘭船隻在打狗與堯港（其遺跡為今興達港）之間的沙岸擱淺，有六、七個荷蘭人遭當地原住民殺害。1634年10月8日，居住大員（安平）附近，已歸順荷蘭的新港社，與南方岡山平原的搭加里揚社原住民決鬥失敗，請求荷蘭協助作戰。荷蘭人為了報復以及擴張勢力，派士兵11月3日由堯港登陸，11月5日在大崗山附近與搭加里揚人交鋒，射殺5個搭加里揚人。1635年12月25日聖誕節，荷蘭長官率士兵500人，和新港及其他社400至500人，發動搭加里揚之戰，攻打位於新港（台南新市）南方約兩天路程的搭加里揚社。搭加里揚人無法抵抗槍火的攻擊，很快就潰敗逃亡。荷蘭軍隊進入村社時，村社已空無一人，就把房屋糧穀推倒，全部放火燒成灰燼。1636年2月4日，戰敗從高雄平原逃遷到屏東平原的搭加里揚主社，與上淡水、下淡水、搭樓三分社，一起派代表到大員 （臺南）和荷蘭簽約，開始受統治。「搭加里揚之戰」之後，從二層行溪至下淡水溪的高雄平原，全被荷蘭人佔有，已無高雄平埔原住民村社居住。

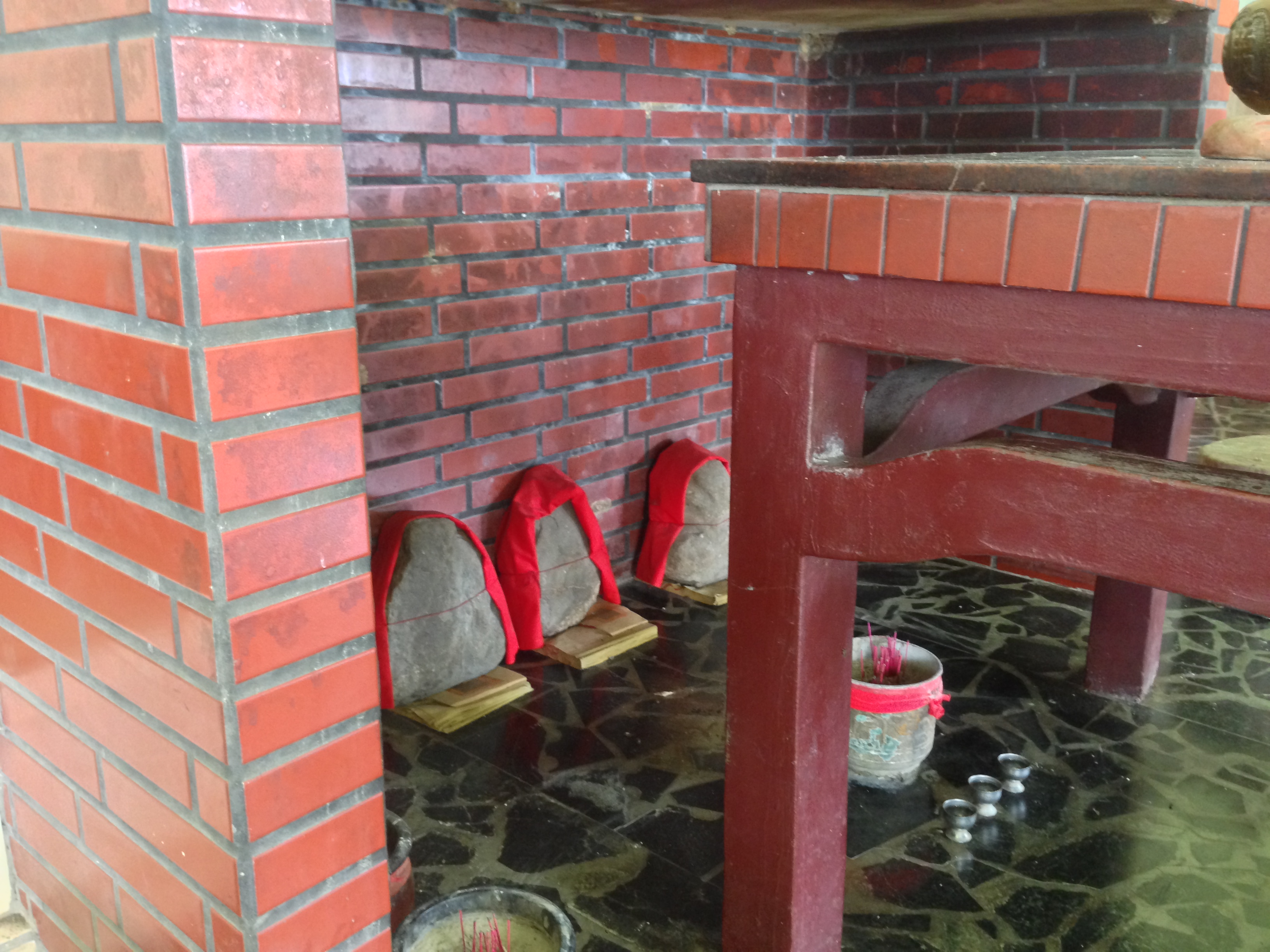
加蚋埔公廨祖靈石

搭加里揚之戰以後，屏東平原上為馬卡道族居住地，形成大小不一的番社，向荷蘭納貢。1655年《荷蘭時代的番社戶口表》記載，屏東地區有平埔族9,145人。在荷治時期前期，稱霸屏東東部的大龜文社與東印度公司關係友善，大員當局對其也相當禮遇，南路地方會議中所使用的排灣族話，被荷蘭人稱為大龜文語。雖然如此，大龜文社在多數時間仍消極抵制地方會議，往往由長老派遣僕人代行或託藉口缺席，大龜文社長老僅於1644年曾前往參加。大員當局希望大龜文社等三個社能遷往山下，大龜文社長老亦不斷以藉口拖延。1661年初，因為大龜文與平埔馬卡道族和漢人長期的衝突紛爭，大員當局對大龜文發動兩次大規模征討。

## 明鄭時期
在明崇禎年間，高屏溪東岸、沿海和小琉球已出現福建泉州移民。研究表明，1644年晉江李姓、1668年南安蔡姓及晉江王姓、1671年晉江林姓分批入墾現今琉球鄉各地。
鄭成功治理台灣期間，阿猴社一帶屬於萬年縣管轄，後來又改為隸屬萬年州。當時鄭成功曾派兵開墾到瑯嶠（今恆春）一帶，並將這些區域分為八個平地社和山地社，這些區域包括了今日的里港鄉、屏東市、萬丹鄉、新園鄉、林邊鄉、乃至車城、恆春一帶，都在今日屏東縣內。鄭成功曾嘗試攻打恆春半島山區一帶之原住民但未果。

## 清治時期
1684年四月設立臺灣府，隸屬於福建省，並將明鄭時期承天府、天興州、萬年州改為諸羅、臺灣、鳳山三縣。今屏東隸屬之。
今日屏東縣地與嘉南平原隔了一條寬廣的高屏溪（清朝時稱為「下淡水溪」），交通相對不方便，且被視為瘴癘之地，因此早日鮮有漢人定居。郁永河在西元1697年來到臺灣，曾寫下「諸羅、鳳山無民，所隸皆土著番人。」。所以早在西元1664年雖然有鄭經大力推行屯田之制，或到清朝康熙統治台灣的中期之間，「下淡水溪」以東（當時分為「港東」「港西」兩里）一帶，大概都是以廣東省嘉應州（即今之梅州市）客家族群來此地移民居多，且以楊、張、鄭、古等四姓人家為前來拓墾的主要家族。客家先民約在康熙三十七年(1698年)沿著東港溪、麟洛河、武洛溪分成北中南三線進行開墾，是今日六堆的前身。在康熙六十年（1721年）年朱一貴之亂時，客家人已在屏東平原上建立十三大莊與六十四小莊。
隨著到今日屏東縣境內的漢人逐漸增加，清代的鳳山縣，也在今日屏東縣境(當時俗稱為下淡水溪以東)，設置「下淡水巡檢分署」於此，等於是鳳山縣的派出單位，但不是真正的行政區。到了康熙六十年（1721年），同樣也是漳州人的藍鼎元，隨堂兄南澳總兵藍廷珍來台平定朱一貴事變，事後，藍家等百餘宗族、兵員未返，落腳阿里港（現為里港鄉）。台灣開發初期，本縣境內的閩南族群，在屏東市以北地區為漳州人移民為主，屏東市以南地區為泉州人移民為主，而屏東市本身是以泉漳族群混合。約到雍正十二年（1734年）後，屏東平原除了靠近排灣領土的地區之外，大部分皆被漢人佔據，與馬卡道族鳳山八社社民呈現混居狀態。1720年《鳳山縣志》記載：「自淡水溪以南，則漢番雜居，客人尤夥。」

六堆分布圖

康熙二十五、六年間，廣東惠州、潮州二府的客籍墾民渡臺墾殖，初在臺南東門城外謀生，後至羅漢門南界到林仔邊溪口，沿下淡水、東港兩溪拓墾。至康熙六十年，朱一貴事變之時，客籍墾民在下淡水溪一地已至少建立了十三大庄與六十四小庄的墾殖規模。

其時在下淡水溪流域一地墾殖的墾民包括了閩、粵二籍。其中閩籍墾民多來自漳州、泉州二府，也包括了少數來自汀州的客籍墾民。粵籍墾民則來自潮州府和惠州府。其中來自潮州府的潮陽、海陽、揭陽三縣的墾民，由於其先祖原來皆是自閩入墾粵東，所以通行閩南語的潮汕片。而來自潮州府的程鄉、平遠、鎮平三縣和惠州府的興寧、長樂二縣的墾民，則為使用客語的客家墾民。因此在清朝康熙年間臺灣的拓墾歷史上，來自粵省潮州府的墾民同時包含了使用二種不同方言的人群。 同樣地，「粵民」一詞所指也一樣包含了來自潮州通行潮汕片區的墾民以及來自惠州和潮州北部使用客語的墾民。不論來自閩或粵，墾民之間在生活互動上，是以福、客相聚，而不以閩、粵相分。同為「粵民」，使用潮汕片的潮民和來自漳、泉的墾民「聲氣相通」，而客家墾民彼此之間又「自為守望」。這種以語言上的差異所形成的認同直接影響了其後六堆民間團練的成員組成。
雍正九年（1731年），清廷在萬丹（今屏東縣萬丹鄉）增設縣丞駐守，管轄「淡水、枋寮口」等處。同時將下淡水巡檢駐守的地方調到大崑麓（今屏東縣枋寮鄉大庄村）。雍正11年(1733年)為防漢番衝突於近山之山豬毛口設下淡水營，並於阿猴汛設目兵十名。乾隆二十六年（1761年），因為阿里港（今屏東縣里港鄉）發展，變成「流民聚處、搶竊頻聞」之地，鳳山縣縣丞改駐守阿里港，同時將下淡水巡檢移駐崁頂（今屏東縣崁頂鄉）。而在根據《重修鳳山縣志》（1764年）的記載，竹橋莊埤頭街在乾隆時已經發展得相當熱鬧，內部有草店頭、草店尾、中街、武洛唐街等熱鬧的地段，逐漸凌駕於縣治興隆莊之上。
乾隆二十九年（1764年），今日的屏東市由村落發展為初具規模的市街。到了道光十六年（1836年），官民合力建築阿猴城堡壘，共有東、西、南、北等四個城門，至此，屏東市街建築全部完成。同個時期，由於屯番制、守隘政策的推行，馬卡道族開始往潮州斷層遷移，漸漸形成如今日的分布。
1874年牡丹社事件，日本派兵約3600人侵犯台灣，攻打瑯嶠下十八社，北路日軍駐紮於風港（楓港）。6月，部分瑯嶠上十八社（大龜文社）族人向日軍歸順。8月，莿桐腳與崩山兩庄（今枋山村）漢人受到攻擊，請求日本保護，日軍遂北上屯兵於莿桐腳崩山。是為牡丹社事件，在這之後清政府才重視台灣的海防事務，派沈葆楨到瑯嶠設海防，1875年，沈葆楨奏請進討瑯嶠諸社，以唐定奎率淮軍與鄉勇數千，由南勢湖往山地推進，在激戰後攻破草山、竹坑等社。4月，雖清軍受疫疾所擾，唐定奎親自督軍強攻內獅頭社，大龜文出兵援助，但中伏而敗，總頭目之弟阿拉擺陣亡。之後清軍再攻破外獅頭社，總頭目率眾投降。
光緒元年（1875年），拆分鳳山縣率芒溪以南之地置恆春縣，治今臺灣屏東縣東南恆春鎮，屬臺灣府，此是屏東縣域内置縣之始。光緒十三年（1887年）改屬臺南府，同年恆春知縣周有基將紅頭嶼（蘭嶼）併入清帝國版圖，隸屬恒春縣。
1886年內文社、外文社歸化清廷恆春縣，清廷發給頭目銀元，責令內文社管轄其他番社共七社，外文社管轄其他番社共十二社，其中各社社內設立正副社長，設若干通事，並清算戶口清冊。清廷同時命各社不可互相戕害，若有紛爭盡赴官府控訴。

## 日治時期
日本領有台灣以後，臺南府改為臺南縣，而府下的恆春、鳳山兩縣改為新的臺南縣下的恆春、鳳山兩支廳。1896年這兩個支廳自臺南縣切出為鳳山縣，並廢支廳，縣下改設辨務署，今屏東縣範圍共有阿里港（含高雄美濃）、阿猴、萬丹、內埔、東港、枋寮、恆春等辨務署。1898年又廢鳳山縣，這幾個辨務署整併為阿猴（含高雄美濃）、潮州、東港、恆春四個辦務署，並歸臺南縣管轄。1900年，今高雄美濃自阿猴辨務署改劃給蕃薯寮辨務署，潮州辨務署廢除，轄區分隸阿猴、東港辨務署。1901年五月，恆春辨務署自臺南縣劃出，升格為恆春廳，下轄恆春、枋山、蚊蟀三個出張所。同年11月，阿猴、東港二辨務署合併為阿猴廳，下設阿里港、內埔、萬丹、東港、潮州庄、枋藔等六支廳，後廢止內埔、萬丹支廳；同時恆春廳下三出張所改制為支廳（恆春出張所轄區改為廳直轄，不設支廳）。1903年阿猴廳改稱阿緱廳。1909年阿緱廳併入恆春廳、蕃薯藔廳（今大旗山地區），下轄10個支廳。
1914年大龜文社等排灣族人響應力里社反日，爆發南蕃事件。
1920年，阿緱廳與臺南廳的阿公店、鳳山、打狗、楠仔坑四支廳合併為高雄州，今屏東縣境內設屏東（初時含今高雄六龜、桃源、茂林，後改劃旗山郡）、潮州、東港、恆春四郡，昭1933年除了四郡以外，將屏東郡管轄之屏東街升格為屏東市。

## 戰後時期
民國三十四年（1945年）台灣脫離日本統治，四郡改制為高雄縣下的四縣轄區，而屏東市則改制為省轄市，民國三十五年（1946年），將萬丹鄉、長興鄉、九塊鄉劃入屏東市。1949年3月，高雄縣山地鄉自原縣轄區分離，成立高峰、雄峰二縣轄區管轄。民國三十九年（1950年）調整行政區域，原併入屏東市的3鄉，與高雄縣屏東區的3鄉、潮州區的1鎮6鄉、東港區的1鎮4鄉、恆春區的1鎮2鄉等19個鄉鎮，以及雄峰區的霧台、瑪家、三地鄉，和高峰區全域5鄉，合併新設為屏東縣，並廢除縣轄區，共轄有30個鄉鎮。民國四十年（1951年）將省轄屏東市降為屏東縣轄市，成為屏東縣縣治，並自林邊鄉分出南州鄉。民國四十四年（1955年）自長治鄉分出麟洛鄉。
前身為「關山越嶺道」的南橫公路於1968年7月動工，起點台南左鎮，終點台東海端，為台灣南部一條橫貫中央山脈的重要公路，最高點大關山隧道海拔2722公尺，1972年10月31日通車，歷時4年4個月。施工期間大部分路段均為新闢道路，設計標準比照中部橫貫公路施作，均採用傳統人力方式修築開闢，因工程甚為艱鉅，共計有116位工作人員罹難，在天池設置長青祠以供悼念。
日治時期就有興建屏東和台東間橫斷鐵道的計畫，但是因施工困難等問題而未付諸實行。戰後以施工較易、工期較短及經費較省的枋山線做為南迴線的路線。1977年列入「十二大建設」並進行規畫。1980年設立「南迴鐵路工程處」並著手動工開始興建，1984年改以「繼續完成南迴鐵路計畫」併入「十四項重要建設計畫」中，1985年7月卑南（台東）到知本段通車，1987年12月知本到太麻里段通車，1991年12月全線完工通車，自此臺灣的環島鐵路系統終於完成。南迴鐵路西經枋寮車站，經古莊、大武、瀧溪、金崙、太麻里、知本等地，途中穿越查留凡山、巴矢山，終點站為臺東（卑南）車站。全線共修築大、小橋樑158座，隧道35座，總長38,202公尺，最長的中央隧道長達8,070公尺。